# Дюмулен, Самуэль
Самуэль Дюмулен (фр. Samuel Dumoulin; род. 20 августа 1980, Венисьё, Франция) — французский профессиональный шоссейный велогонщик, выступающий c 2013 года за команду «AG2R Citroën».

## Выступления
2002
1-й - Prix d'Armorique
1-й на этапе 4 Тура де л'Авенир
2-й - GP Città di Rio Saliceto e Correggio
2003
1-й  - Тур Нормандии
1-й - Тро Бро Леон
3-й - Тур де л'Авенир
1-й на этапах 4 и 10
2004
1-й - Тро Бро Леон
2005
1-й на этапе 2 - Критериум Дофине
2-й - Тур Лимузена
1-й на этапе 2
2006
1-й - Route Adélie de Vitré
3-й - Классика Гамбурга
2008
1-й на этапе 3 - Тур де Франс 2008
1-й на этапе 2 - Круги Сарты
1-й на этапах 2 и 5 - Тур Пуату — Шаранты
9-й - Классика Гамбурга
2009
1-й  Спринтерская классификация - Вуэльта Каталонии
1-й на этапе 2 - Тур Лимузена
7-й - Бретань Классик
2010
1-й  - Этуаль де Бессеж
1-й на этапе 3
1-й - Gran Premio dell'Insubria-Lugano
1-й на этапе 6 - Вуэльта Каталонии
1-й на этапе 1 - Тропикале Амисса Бонго
1-й на этапе 3 - Круги Сарты
3-й - Гран-при Марсельезы
2011
1-й на этапах 5 и 7 - Вуэльта Каталонии
1-й на этапе 3 - Этуаль де Бессеж
1-й на этапе 1 - Тур дю От-Вар
1-й - Париж-Коррез
1-й на этапе 1
3-й - Вольта Лимбург Классик
3-й - Лондон — Суррей Классик
2012
1-й - Велошоссейный кубок Франции
1-й - Гран-при Марсельезы
2-й - Тур Финистера
2-й - Гран-при Плюмлека и Морбиана
2-й - Avranches - Saint-Martin-de-Landelles
2013
1-й - Велошоссейный кубок Франции
1-й - Гран-при Плюмлека и Морбиана
1-й на этапе 5 - Этуаль де Бессеж
2-й - Гран-при Марсельезы
2-й - Тур Вандеи
3-й - Гран-при Плуэ
3-й - Париж — Бурж
6-й - Тур дю От-Вар
6-й - Четыре дня Дюнкерка
7-й - Париж — Тур
10-й - Классика Брюсселя
2014
2-й - Тур дю От-Вар
2-й - Париж - Камамбер
3-й - Гран-при Марсельезы
4-й - Четыре дня Дюнкерка
2015
1-й - La Drôme Classic
1-й - Ля Ру Туранжель
3-й - Париж - Камамбер
9-й - Париж — Бурж
2016
1-й - Велошоссейный кубок Франции
1-й - Гран-при Плюмлека и Морбиана
1-й - Ля Ру Туранжель
1-й - Boucles de l'Aulne
1-й - Тур дю Ду
2-й - Тур Финистера
2-й - Тур Вандеи
8-й - Париж — Бурж
9-й - Гран-при Фурми
2017
1-й на этапе 1 - Тур дю От-Вар
2-й - Париж - Камамбер
3-й - Гран-при Плюмлека и Морбиана
5-й - Classic Loire Atlantique
10-й - Гран-при Марсельезы
2018
2-й - Ля Ру Туранжель
3-й - Гран-при Плюмлека и Морбиана
4-й - La Drôme Classic
5-й - Grand Prix d'Isbergues
7-й - Route Adélie
9-й - Classic Loire Atlantique

### Гранд-туры
| Гонка           | 2003 | 2004 | 2005 | 2006 | 2007 | 2008 | 2009 | 2010 | 2011 | 2012 | 2013 | 2014 | 2015 | 2016 |
| --------------- | ---- | ---- | ---- | ---- | ---- | ---- | ---- | ---- | ---- | ---- | ---- | ---- | ---- | ---- |
| Джиро д'Италия  | —    | —    | —    | —    | —    | —    | —    | —    | —    | —    | —    | —    | —    | —    |
| Тур де Франс    | 141  | НФ   | 114  | 120  | —    | 112  | 139  | НФ   | 162  | 107  | 143  | 90   | —    | 130  |
| Вуэльта Испании | —    | —    | —    | —    | —    | —    | —    | 124  | —    | —    | —    | —    | —    | —    |

| —  | Не участвовал  |
| НФ | Не финишировал |